# Stenild
Stenild er en landsby i Himmerland med 206 indbyggere i byområdet (2010). Stenild er beliggende fem kilometer sydøst for Nørager, og ni kilometer vest for Hobro.
Byen ligger i Region Nordjylland og hører til Rebild Kommune. Stenild er beliggende i Stenild Sogn.